# Тени на солнце
«Тени на солнце» (англ. Shadows in the Sun) — драматическая комедия.

## Сюжет
Писатель Уэлдон Периш уже двадцать лет ничего не пишет. После смерти жены он уединился в глухой деревушке и ни с кем не желает общаться.
Тем временем редактор крупного Лондонского книжного издательства, молодой парень Джереми Тайлер получает задание — разыскать в Италии некогда известного писателя Уэлдона Периша. Ему необходимо срочно подписать с ним контракт на новую книгу. Тайлер с воодушевлением берётся за это задание, ведь Периш — его любимый писатель.
Тайлеру предстоит выполнить совсем непростую задачу, ведь ему надо найти писателя и заслужить его доверие. И заставить Периша снова писать.

## В ролях
| Актёр              | Роль           |
| ------------------ | -------------- |
| Харви Кейтель      | Уэлдон Периш   |
| Джошуа Джексон     | Джереми Тейлор |
| Клэр Форлани       | Изабелла Периш |
| Армандо Пуччи      | Густаво        |
| Джанкарло Джаннини | Отец Моретти   |
| Валерия Кавалли    | Амалия         |
| Бьянка Гуаччеро    | Маура Периш    |
| Сильвия де Сантис  | Динни Периш    |
| Джон Рис-Дэвис     | Мистер Бентон  |
| Джейк Бродер       | Кристиан Лорд  |